# 蛇影
蛇影（へびかげ、生年月日不明 - ）は、ヘビをモチーフにした日本の覆面レスラー。

## 経歴
2000年8月から9月にかけて、DDTプロレスリングで開催された「DDTタッグリーグ」に黒影がポイズン澤田BLACKとタッグを組んで出場したが全敗に終わり、黒影は悔しさから蛇神に魂を売って蛇人間化したポイズン澤田JULIEによって蛇人間に改造されて蛇影となった。
2002年4月25日、黒蛇はコニカマン2号を改造してドクロ・ハブ影として仲間に引き入れた。しかし、ハブ影はリーダーの澤田JULIEに従わないことから蛇界転生に不協和音が起こり、澤田JULIEと蛇影による争いが起きる。やがて蛇神の知るところとなり、蛇神は澤田JULIEと蛇影に敗者石化マッチを命じた。12月22日、DDT後楽園ホール大会で澤田JULIEと蛇影による敗者石化マッチが行われて澤田JULIEの勝利だったが自らが責任を取ることを望み、澤田JULIEが石化されて蛇影とハブ影は蛇界を追放された。蛇界を追放された蛇影は黒影の姿に戻って記憶を失い、歌舞伎町で倒れているところを高木三四郎によって発見されたが蛇人間時代に傷めた肩を悪化させて姿を消した。
旧蛇界転生消滅後、タイムマシンによって2回過去から現代のDDTに招聘されており、1回目は2004年8月19日に北沢タウンホールで開催された蛇光教団主催興行、2回目は2006年1月29日のDDT後楽園ホール大会。2回目の招聘の時にタイムマシンが壊れて蛇影だけは過去に戻る事が出来たが澤田JULIEは過去に戻れず、引退までDDTで新生蛇界転生として闘い続けた。

## 得意技
ムーンサルトプレス
ドラゴンスープレックス
キャトルイミテーション
バズソーキック
仰向けになった相手の上半身を起こして相手の左側頭部を振り抜いた右足の甲で蹴り飛ばす。
各種キック